# 張文華 (萬曆癸未進士)
張文華（1555年—1610年），字兩茂，號西州，四川成都府內江縣人，明朝政治人物。

## 生平
萬曆元年（1573年）癸酉科四川鄉試第六十七名舉人，萬曆十一年（1583年）癸未科第三甲第一百零六名進士。都察院觀政，本年授行人司行人，丁憂。十九年復除原职，萬曆二十年（1592年）行取，十月選授南京禮科給事中。二十二年升陕西佥事，二十三年調本省佥事，二十七年考察，後贬南通州知州。三十七年升雲南佥事，三十八年卒。

## 家族
曾祖張鵬，壽官；祖張忠，陰陽訓術；父張叔應；嫡母高氏；生母明氏。具慶下。兄文芳；文英；季思（知縣）；文薦；言仁，弟文著；文策。